# Attentat de Nashville

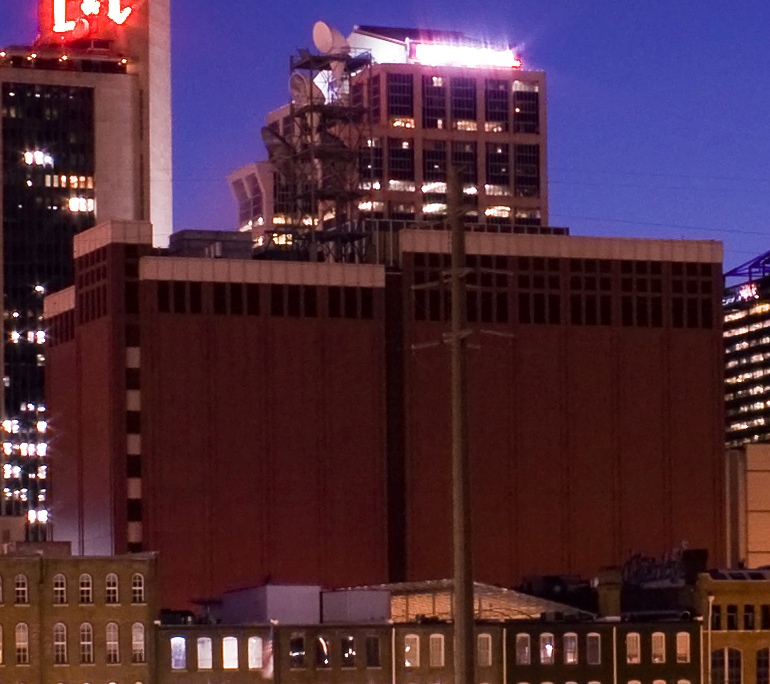
Immeuble d'AT&T à Nashville à la hauteur duquel s'est produit l'explosion.

L'attentat de Nashville est un attentat-suicide commis le 25 décembre 2020 par Anthony Quinn Warner dans le centre-ville de Nashville, capitale du Tennessee (États-Unis). L'explosion du véhicule piégé, un camping-car, blesse aussi trois personnes et endommage des dizaines de bâtiments. L'explosion a lieu au 166 Second Avenue North dans le Second Avenue Commercial District entre Church Street et Commerce Street à 6 h 29 heure locale (CST) et adjacent à un nœud de télécommunications de l'entreprise AT&T. Les autorités ont qualifié l'explosion d'« acte intentionnel », des informations font état de plusieurs engins explosifs,.

## Description
L'explosion a été ressentie à des « kilomètres » du site de l'explosion. Le service d'incendie de Nashville a évacué les berges du centre-ville après l'attentat à la bombe,. Des témoins ont rapporté avoir entendu « des coups de feu tôt le matin et un message provenant d'un camping-car garé dans la rue avertissant quiconque se trouvant dans le secteur d'évacuer ». Le Federal Bureau of Investigation a repris l'enquête sur l'attentat à la bombe.
L'explosion venait d'un camping-car garé à l'extérieur d'un bâtiment sur la Second Avenue N. à Nashville, mais l'onde de souffle a été ressentie dans la majeure partie du comté de Davidson. Une vidéo publiée sur les réseaux sociaux semble montrer des débris de l'explosion atterrissant sur un bâtiment à environ deux pâtés de maisons de l'emplacement initial, ainsi que plusieurs autres.

## Dommages et pannes de service
L'attentat a causé des dommages aux infrastructures d'une installation de service AT&T située à proximité, qui contenait un central téléphonique avec des équipements réseau, ce qui a entraîné des pannes de service AT&T à travers les États-Unis, principalement au Middle Tennessee. Bien que les générateurs de secours de l'installation aient été rendus non fonctionnels en raison d'incendies et de dégâts d'eau, les services de communication sont restés ininterrompus au départ, tandis que l'installation pouvait fonctionner sur batterie.
Cependant, des pannes ont été signalées des heures après l'explosion, avec d'importantes interruptions de service dans la région vers midi. Les services de téléphonie cellulaire, filaire et Internet ont été touchés, tout comme plusieurs réseaux téléphoniques locaux 9-1-1 et non urgents de la région, ainsi que Hotline de la communauté COVID-19 de Nashville et certains systèmes hospitaliers,. T-Mobile a également signalé des interruptions à son service.
Le Memphis Air Route Traffic Control Center a également rencontré des problèmes de communication, conduisant la Federal Aviation Administration (FAA) à consigner au sol des vols depuis l'aéroport international de Nashville pendant environ une heure,.

## Enquête
Peu de temps après l'explosion, une équipe de démineurs, la police et des enquêteurs fédéraux sont arrivés sur les lieux afin de recueillir des preuves. Les résultats préliminaires de l'enquête indiquent qu'il s'agissait d'un attentat suicide de la part d'Anthony Quinn Warner qui fut déchiqueté par la puissance de l'explosion. Son identification fut effectuée grâce à une analyse ADN et au numéro d'immatriculation du véhicule (appelé V.I.N aux États-Unis). Les motifs de l'attaque sont à ce jour inconnus.

## Auteur
Anthony Quinn Warner est né le 17 janvier 1957 dans le Tennessee (États-Unis), de Charles Bernard Warner, son père, et de sa mère Betty Warner. Le 29 janvier 1978, il est arrêté par la police à Nashville pour possession de stupéfiant, notamment de cannabis, il est déclaré coupable le 8 novembre 1979. Sur le plan professionnel, il travaille dans une entreprise spécialisée dans la production d'alarmes comme installateur.
Le 21 août 2019, sa compagne Pamela Perry informe des policiers de Nashville que l'homme est en train de manipuler des explosifs dans son camping-car. La Police se rend sur place mais ne procède à aucune perquisition. La plainte de la femme est classée sans suite. Le dossier est transmis au FBI, mais l'homme n'ayant aucun passé criminel, il reste lettre morte.
Le 25 décembre 2020 vers 6 heures du matin dans le centre-ville de Nashville, un camping-car explose devant le bâtiment de l'entreprise de télécommunication AT&T. Avant la déflagration, une voix prévient d'évacuer la zone à cause de la présence d'un véhicule piégé. L'explosion cause 3 blessés légers et endommage un nombre important de bâtiments. Le 27 décembre 2020, les autorités confirment la mort de l'assaillant et confirment que le camping-car lui appartient réellement.
Selon les autorités, Anthony Quinn Warner aurait réalisé l'attentat devant l'entreprise de télécommunication dans le but de montrer son hostilité face au déploiement de la 5G, persuadé qu'elle contribuerait à l'espionnage des citoyens. Un responsable du FBI aurait confirmé cette piste à un média américain,,.

## Réactions
Le gouverneur du Tennessee, Bill Lee, a déclaré dans un communiqué que l'État fournirait les ressources nécessaires pour déterminer ce qui s'était passé et établir les responsables. Le maire de Nashville, John Cooper (en), a déclaré qu'il avait fait le tour des dégâts, décrivant du verre brisé et des conduites d'eau avec de l'isolant « gonflé » dans les arbres. Il a estimé qu'environ 20 bâtiments avaient été touchés.
« On dirait qu'une bombe a explosé », a-t-il dit. Il a déclaré qu'il était trop tôt pour tirer des conclusions, mais que des mises à jour seraient données tout au long de la matinée. Le centre-ville sera « bouclé » pour une enquête plus approfondie et pour s'assurer que tout est « complètement sûr », selon Cooper.

## Théories du complot
Le 29 décembre 2020, l'agence de presse Reuters a démenti que la cause de l'attentat pourrait être un mandat d'expertise confié par la justice américaine à AT&T pour des machines à voter Dominion Voting Systems en lien avec la contestation de l'élection présidentielle américaine de 2020 et que la véritable cause de l'explosion pourrait être un missile . La présence d'une Room 641A au sein de l'immeuble d'AT&T a également été démentie,,.